# E
|  | Aquest article tracta sobre la lletra. Vegeu-ne altres significats a «E (desambiguació)». |

La E és la cinquena lletra de l'alfabet català i segona de les vocals. El seu nom és e.

## Fonètica
Es pronuncia /e/ en tot el territori i depenent de la paraula en concret es pot pronunciar /ε/ a qualsevol lloc del domini lingüístic menys en el català septentrional. Aquesta lletra marca la isoglossa entre el dialecte occidental i l'oriental, ja que el primer sempre es pronuncia /e/ en posició àtona mentre que en l'altre es pronuncia com a /ə/. A les illes balears pot arribar a prendre el valor de /ə/ fins i tot en posició tònica, característica que es creu que abans podia tenir tot el parlar oriental. En xipella es pot pronunciar /i/ en alguns plurals i en alguerès sempre es pronuncia /a/ en posició àtona.
Quan seguint les normes d'accentuació s'ha de marcar que la e és tònica es marcarà È è quan es pronunciï /ε/ i É é quan es pronunciï /e/. Tot i que la pronunciació en un sentit o altre pot variar segons el dialecte des del diccionari d'en Pompeu Fabra que està força normativitzat i admès com s'ha d'escriure cada mot dependentment de cada paraula. Només els valencians posen en qüestió algunes paraules deguda a la diferent pronunciació de la e tònica al català occidental, [e], del català oriental, [ɛ]. Aquestes diferències afecten paraules del tipus com francés/francès, cinqué/cinquè o conéixer/conèixer, etc. Val a dir que els balears mai veuen reflectit en l'escriptura quan han de pronunciar /ə/ tònica i quan no.

## Significats de la lletra E
- Bioquímica: En majúscula símbol de l'àcid glutàmic. Existeix la vitamina E.
- Física: en majúscula símbol de l'energia. En minúscula s'usa per referir-se als electrons i com a símbol de la constant de càrrega elèctrica elemental.
- Lingüística: S'usa per indicar "electrònic", en el sentit que es fa a través d'Internet, com a e-mail. A part, és la lletra més comuna del francès. Hi ha una llengua parlada a la Xina amb aquest nom.
- Matemàtiques: Nombre e, nombre irracional que serveix de base pels logaritmes neperians.
- Música: Correspon al mi en la notació musical germànica.
- Nutrició: Indica producte alimentari aprovat per la Unió Europea. Se segueix d'un guió i el número del producte.
- SI: En majúscula símbol d'exa.
- Vehicles: indica que venen d'Espanya. A les carreteres designa les rutes europees.

## Símbols derivats o relacionats
| Caràcter | Descripció              | Unicode (maj./min.) | Html (maj./min.)  | Notes d'ús                     |
| -------- | ----------------------- | ------------------- | ----------------- | ------------------------------ |
| È        | E amb accent greu       | U+00C8 U+00E8       | &Egrave; &egrave; | català, francès, italià etc    |
| É        | E amb accent agut       | U+00C9 U+00E9       | &Eacute; &eacute; | català, castellà, francès, etc |
| Ê        | E amb accent circumflex | U+00CA U+00EA       | &Ecirc; &ecirc;   | francès, etc                   |
| Ë        | E amb dièresi           | U+00CB U+00EB       | &Euml; &euml;     | francès, etc                   |
| Ẽ        | E amb titlla            | U+1EBC U+1EBD       |                   |                                |
| Ě        | E amb anticircumflex    | U+011A U+011B       |                   | txec, pinyin                   |
| Ĕ        | E amb breu              | U+0114 U+0115       |                   |                                |
| Ē        | E amb màcron            | U+0112 U+0113       |                   |                                |
| Ė        | E amb punt superior     | U+0116 U+0117       |                   |                                |
| Ẹ        | E amb punt inferior     | U+1EB8 U+1EB9       |                   |                                |
| Ę        | E amb ogonek            | U+0118 U+0119       |                   | lituà, polonès                 |
| Æ        | lligatura AE            | U+00C6 U+00E6       | &AElig; &aelig;   | danès                          |
| Œ        | lligatura OE            | U+0152 U+0153       | &OElig; &oelig;   | francès                        |
| Ə        | e/e invertida           | U+018F U+0259       |                   | azerí, vocal neutra AFI        |
| Ǝ        | E/e invertida           | U+018E U+01DD       |                   | alfabet pan-nigerià            |
| ∃        | E invertida             | U+2203              | &exist;           | Quantificador existencial      |
| Ɛ        | E oberta                | U+0190              |                   | AFI                            |
| ε        | èpsilon                 | U+03B5;             | &epsilon;         |                                |
| €        | euro                    | U+20AC              | &euro;            |                                |